# Síndrome de microdeleción 3q29
El síndrome de microdeleción 3q29 es una anomalía genética poco habitual causada por la pérdida o deleción de un segmento del cromosoma 3 humano. Fue descrito por vez primera en el año 2005, lo opuesto de este síndrome es el síndrome de microduplicación 3q29

## Síntomas
Los síntomas son variables. Suele existir retraso mental leve o moderado, microcefalia y facies anómala con algunos rasgos característicos, entre ellos cara ancha y estrecha. En varios pacientes se ha detectado autismo, ataxia y deformidad torácica.
- Retraso en el desarrollo: Especialmente en el desarrollo del habla y las habilidades motoras.
- Discapacidad intelectual: Puede ser de leve a moderada.
- Problemas neuropsiquiátricos: Hay un riesgo mayor de padecer trastornos como el trastorno del espectro autista, esquizofrenia, ansiedad y trastorno bipolar.
- Rasgos faciales distintivos: A menudo se observa una cara larga y estrecha, un puente nasal alto y orejas grandes.
- Problemas de salud: Pueden presentarse anomalías cardíacas (como el ductus arterioso persistente), problemas gastrointestinales y, en algunos casos, microcefalia (cabeza más pequeña de lo normal).

## Herencia
Aunque la mayor parte de las deleciones no son heredadas, sino que aparecen de novo, se han descrito algunos casos de niños en los que el trastorno ha sido heredado de padres afectados por la deleción pero con rasgos fenotípicos normales o casi normales.